# 谢良地
谢良地（1962年6月—），男，汉族，福建柘荣人，中华人民共和国政治人物。现任福建省高血压研究所副所长，福建医科大学附属第一医院心内科主任医师，第一临床学系内科学副主任。第十三、十四届全国政协委员。